# Manuel Urioste de la Herrán
Manuel Urioste de la Herrán (Santurce, 1809 - La Habana, 1843) fue una personalidad vizcaína que ocupó numerosos cargos en la administración vizcaína durante la primera mitad del siglo XIX.

## Biografía

### Estudios y primeras actividades comerciales y políticas
Estudió en el Seminario de Nobles de Vergara (1817), realizando viajes de estudio por Castilla, Andalucía y otros países como Francia e Inglaterra. Al comenzar la guerra carlista se afilió al “batallón de urbanos” de Bilbao. Poco tiempo después constituyó la casa comercial “Urioste y Oleaga”. Perteneciente a la tertulia progresista de Victor Gaminde y fue evolucionando muy pronto hasta posiciones moderado-fueristas. Se dio a conocer por una serie de artículos en El Bilbaíno, primer semanario moderado de la villa, en 1837.

### Cargos políticos en la Diputación y en el Ayuntamiento de Bilbao
En 1838, aún sin cargo público alguno, fue comisionado por la Diputación del Señorío para entrevistarse con Espartero. Al año siguiente es nombrado diputado por los Tres Concejos. Llegará a ser regidor del ayuntamiento de Bilbao, vocal del Tribunal de Comercio de la Casa de Contratación, del Hospital Civil y del proyecto del ferrocarril Madrid-Irún por Bilbao. En agosto de 1839 las diputaciones vascongadas elevaron al gobierno y a las Cortes de Madrid un escrito, obra de Urioste,  pidiendo que el respeto y la confirmación de los fueros estuvieran en la base de la paz que se avecinaba. Fue comisionado para ir a exponer la petición a Espartero. A su regreso se dirigió a la Diputación, dándole cuenta del Convenio de Vergara y expresándole su confianza en que el general riojano y las próximas Cortes respetarían los fueros. Manuel Urioste de la Herrán fue promotor de la Sociedad Bilbaína.

### Negociaciones para la aprobación de la ley de 25 de octubre de 1839
Fue el principal mentor del proyecto de formar un frente común fuerista en Madrid. En septiembre del mismo año 39 tienen lugar, bajo su presidencia, las reuniones del “Irurak Bat” en Bilbao. El objetivo era lograr que el sistema foral quedase intacto, así como la abolición de las trabas fiscales para el libre comercio de la villa.  Según la entrada de la enciclopedia digital Auñamendi, en sus cartas a los diputados a Cortes expresa que de seguir el gobierno en su postura intransigente volverá a estallar la guerra, que Inglaterra y Francia no apoyarán esta vez a España y que esta guerra “podría tener por resultado en una época más o menos lejana la desmembración de la monarquía”. Urioste atribuía un gran papel a la prensa para inclinar a su favor a la opinión pública española. Así, propone a las diputaciones la subvención de periódicos en Madrid. La promulgación de la ley de 25 de octubre fue considerada un éxito por los moderados fueristas.

### Octubrada de 1841 y huida a La Habana
En agosto de 1840 se funda en la capital vizcaína El Vascongado, periódico moderado-fuerista, propiedad de Nicolás Delmas, del que será Urioste fue redactor principal y director. Desde sus páginas comienza una fuerte campaña contra Espartero presentando al progresismo como enemigo de los fueros. Va así tomando forma la conspiración antiesparterista que culminará en octubre de 1841, más conocida como “Octubrada”, alentada por la regente en el exilio, María Cristina de Borbón, a quienes los moderados vizcaínos dirigen una proclama de adhesión, redactada por Urioste y Pedro Egaña. Madrid manda como corregidor a Pedro Gómez de La Serna para intentar atajar la rebelión en ciernes. En las Juntas Generales de Vizcaya de junio, Urioste se constituye en cabeza de los ataques contra el regente. Marcha a Vitoria, donde se reúne con Montes de Oca, jefe de la conspiración en Álava y al que se prevé proclamar jefe del futuro gobierno. Está prevista la sublevación de O'Donnell en Pamplona, Piquero en Vitoria y Diego de León en Madrid. Los planes contemplan asimismo que tome en Bilbao el mando Santos de la Hera y en San Sebastián Urbiztondo. Montes encarga a Urioste la redacción de varias proclamas y de los primeros decretos. Espartero será declarado usurpador, se proclamará regente a María Cristina, y hasta su llegada se harán cargo de la regencia, Montes, Isturiz y Diego de León. El 4 de octubre se subleva Bilbao. Urioste se proclama “Comisario Regio” del Señorío, con plenos poderes, en nombre de la reina Gobernadora y convoca a la Milicia Nacional. Detiene a los progresistas más destacados y suspende la publicación del Vizcaíno Originario. El movimiento tiene éxito, en un primer momento en Vitoria, pero para entonces había fracasado en Madrid, abortándose desde el principio en San Sebastián. Llegado a Vitoria y constatando el fracaso y fusilamiento de Montes de Oca, Urioste huye hasta Deba, pasando a Bayona y Liverpool, desde donde embarca a Cuba, muriendo dos años más tarde.